# دیشوک
دیشوک (به هلندی: Dishoek) یک منطقهٔ مسکونی در هلند است که در فیره (هلند) واقع شده است. دیشوک ۲۴۰ نفر جمعیت دارد.